# Acronicta belgica
Acronicta belgica là một loài bướm đêm trong họ Noctuidae.